# Gymnastiek op de Olympische Zomerspelen 2012
Gymnastiek is een van de sporten die beoefend werden tijdens de Olympische Zomerspelen 2012 in Londen. De wedstrijden werden gehouden van 28 juli tot en met 12 augustus in The O2.
Gymnastiek op de Olympische Zomerspelen omvat drie gymnastiektakken: ritmische gymnastiek, trampolinespringen en turnen.
De wedstrijden ritmische gymnastiek vonden plaats in de Wembley Arena.

## Medailles

### Ritmische gymnastiek
| Onderdeel   | Goud | Goud | Zilver | Zilver | Brons | Brons                                                                                          |
| ----------- | ---- | --- | ------ | --- | ----- | ---------------------------------------------------------------------------------------------- |
| Individueel | RUS  | Jevgenija Kanajeva                                                                                            | RUS    | Darija Dmitrijeva | BLR   | Ljoebov Tsjarkasjina                                                                           |
| Team        | RUS  | Anastasia Bliznjoek Ksenia Doedkina Oeliana Donskova Alina Makarenko Anastasia Nazarenko Karolina Svastjanova | BLR    | Marina Hancharova Anastasija Ivankova Natalia Lechtsjoek Aliaksandra Narkevitsj Ksenia Sankovitsj Alina Toemilovitsj | ITA   | Elisa Blanchi Romina Laurito Marta Pagnini Elisa Santoni Anzhelika Savrayuk Andreea Stefanescu |

### Trampoline
| Onderdeel | Goud | Goud                | Zilver | Zilver          | Brons | Brons       |
| --------- | ---- | ------------------- | ------ | --------------- | ----- | ----------- |
| Mannen    | CHN  | Dong Dong           | RUS    | Dmitri Oesjakov | CHN   | Lu Chunlong |
| Vrouwen   | CAN  | Rosannagh MacLennan | CHN    | Huang Shanshan  | CHN   | He Wenna    |

### Turnen
Mannen
| Onderdeel            | Goud | Goud                                                     | Zilver | Zilver                                                                 | Brons | Brons                                                             |
| -------------------- | ---- | -------------------------------------------------------- | ------ | ---------------------------------------------------------------------- | ----- | ----------------------------------------------------------------- |
| Brug                 | CHN  | Feng Zhe                                                 | GER    | Marcel Nguyen                                                          | FRA   | Hamilton Sabot                                                    |
| Paard (voltige)      | HUN  | Krisztián Berki                                          | GBR    | Louis Smith                                                            | GBR   | Max Whitlock                                                      |
| Rekstok              | NED  | Epke Zonderland                                          | GER    | Fabian Hambuchen                                                       | CHN   | Zou Kai                                                           |
| Ringen               | BRA  | Arthur Zanetti                                           | CHN    | Chen Yibing                                                            | ITA   | Matteo Morandi                                                    |
| Sprong               | KOR  | Yang Hak-seon                                            | RUS    | Denis Abljazin                                                         | UKR   | Igor Radivilov                                                    |
| Vloer                | CHN  | Zou Kai                                                  | JPN    | Kohei Uchimura                                                         | RUS   | Denis Abljazin                                                    |
| Meerkamp individueel | JPN  | Kohei Uchimura                                           | GER    | Marcel Nguyen                                                          | USA   | Danell Leyva                                                      |
| Meerkamp team        | CHN  | Chen Yibing Feng Zhe Guo Weiyang Zhang Chenglong Zou Kai | JPN    | Ryōhei Katō Kazuhito Tanaka Yusuke Tanaka Kohei Uchimura Koji Yamamuro | GBR   | Sam Oldham Daniel Purvis Louis Smith Kristian Thomas Max Whitlock |

Vrouwen
| Onderdeel            | Goud | Goud                                                                        | Zilver | Zilver                                                                            | Brons | Brons                                                                          |
| -------------------- | ---- | --------------------------------------------------------------------------- | ------ | --------------------------------------------------------------------------------- | ----- | ------------------------------------------------------------------------------ |
| Balk                 | CHN  | Deng Linlin                                                                 | CHN    | Sui Lu                                                                            | USA   | Alexandra Raisman                                                              |
| Brug ongelijk        | RUS  | Alja Moestafina                                                             | CHN    | He Kexin                                                                          | GBR   | Elizabeth Tweddle                                                              |
| Sprong               | ROU  | Sandra Izbașa                                                               | USA    | McKayla Maroney                                                                   | RUS   | Maria Paseka                                                                   |
| Vloer                | USA  | Alexandra Raisman                                                           | ROU    | Catalina Ponor                                                                    | RUS   | Aliya Mustafina                                                                |
| Meerkamp individueel | USA  | Gabrielle Douglas                                                           | RUS    | Viktoria Komova                                                                   | RUS   | Alja Moestafina                                                                |
| Meerkamp team        | USA  | Gabrielle Douglas McKayla Maroney Alexandra Raisman Kyla Ross Jordyn Wieber | RUS    | Ksenia Afanasjeva Anastasia Grisjina Viktoria Komova Alja Moestafina Maria Paseka | ROU   | Diana Bulimar Diana Maria Chelaru Larisa Iordache Sandra Izbașa Cătălina Ponor |

## Medaillespiegel
| Plaats | Land             | NOC    | Goud | Zilver | Brons | Totaal |
| ------ | ---------------- | ------ | ---- | ------ | ----- | ------ |
| 1      | China            | CHN    | 5    | 4      | 3     | 12     |
| 2      | Rusland          | RUS    | 3    | 5      | 4     | 12     |
| 3      | Verenigde Staten | USA    | 3    | 1      | 2     | 6      |
| 4      | Japan            | JPN    | 1    | 2      | 0     | 3      |
| 5      | Roemenië         | ROU    | 1    | 1      | 1     | 3      |
| 6      | Brazilië         | BRA    | 1    | 0      | 0     | 1      |
| 6      | Canada           | CAN    | 1    | 0      | 0     | 1      |
| 6      | Hongarije        | HUN    | 1    | 0      | 0     | 1      |
| 6      | Nederland        | NED    | 1    | 0      | 0     | 1      |
| 6      | Zuid-Korea       | KOR    | 1    | 0      | 0     | 1      |
| 11     | Duitsland        | GER    | 0    | 3      | 0     | 3      |
| 12     | Groot-Brittannië | GBR    | 0    | 1      | 3     | 4      |
| 13     | Wit-Rusland      | BLR    | 0    | 1      | 1     | 2      |
| 14     | Italië           | ITA    | 0    | 0      | 2     | 2      |
| 15     | Frankrijk        | FRA    | 0    | 0      | 1     | 1      |
| 15     | Oekraïne         | UKR    | 0    | 0      | 1     | 1      |
| Totaal | Totaal           | Totaal | 18   | 18     | 18    | 54     |